# Los Corroboradores
Los Corroboradores es una película documental argentina de 2018 dirigida por Luis Bernardez.

## Trama
La película trata sobre una supuesta sociedad secreta porteña de fines del siglo XIX que se propuso copiar París en la ciudad de Buenos Aires. Suzanne, una periodista francesa, viaja a Buenos Aires a investigar sobre el mito de “Los Corroboradores”, entrevistando a personalidades de la cultura argentina.

## Los Corroboradores
Según el mito, Los Corroboradores tenían su sede en el antiguo Jockey Club de Buenos Aires.

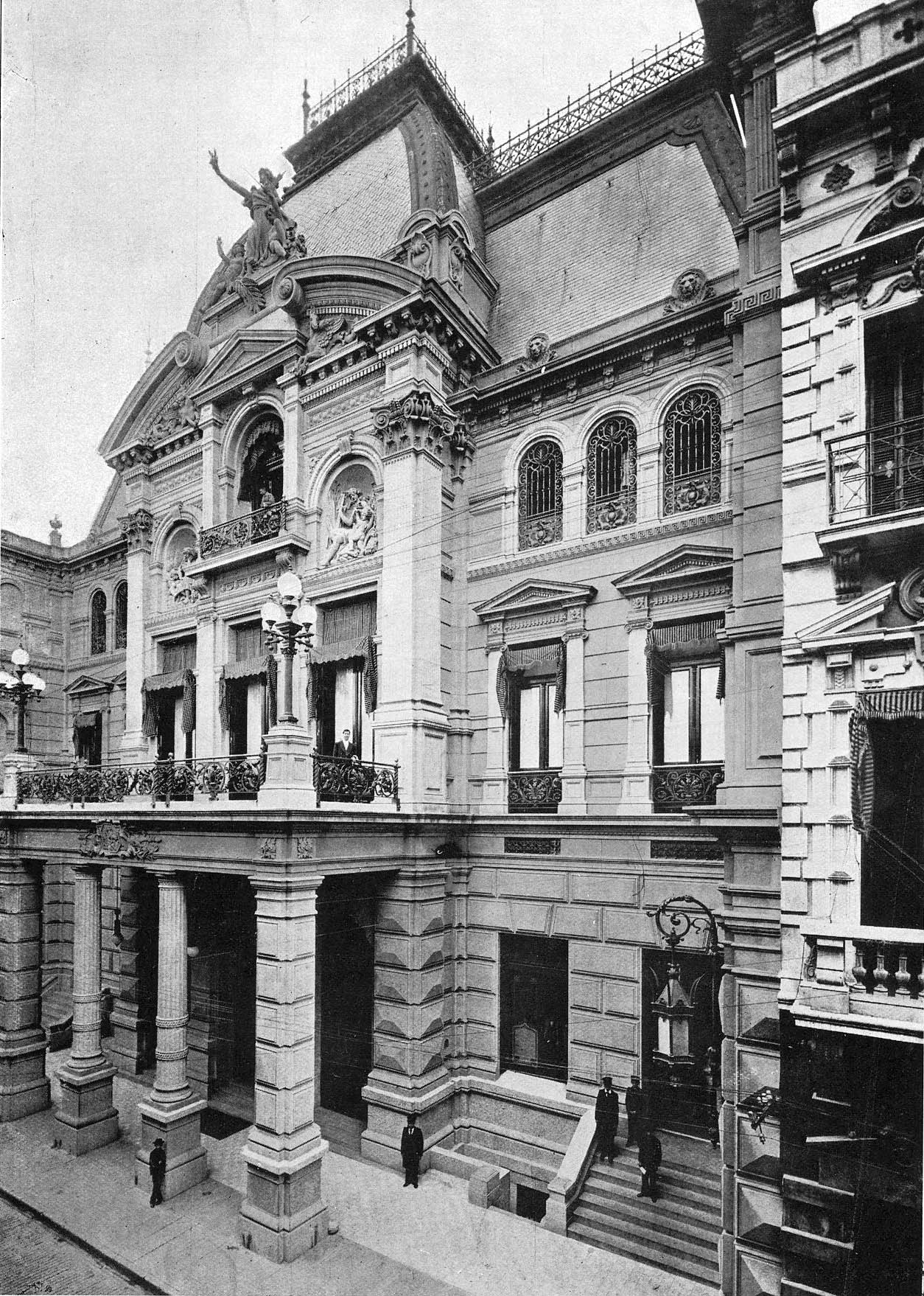
Antigua sede del Jockey Club de Buenos Aires, en Florida 571. Sede de Los Corroboradores.

Sus fundadores eran miembros de la alta sociedad porteña de la época. Carlos Pellegrini, Miguel Cané, Lucio Mansilla, José C. Paz, Eduardo Wilde,  Marcelo Torcuato de Alvear, Luis Sáenz Peña, Joaquín V. González y Julio Argentino Roca habrían sido algunos de sus miembros. 
El objetivo de la logia era replicar la arquitectura y la idiosincrasia de París en Buenos Aires.  A ella se le atribuye instalar de la frase “Buenos Aires es la París del Plata”. Con el incendio del edificio Jockey Club ocurrido el 15 de abril de 1953 se quemaron las pruebas sobre la existencia de la sociedad secreta.

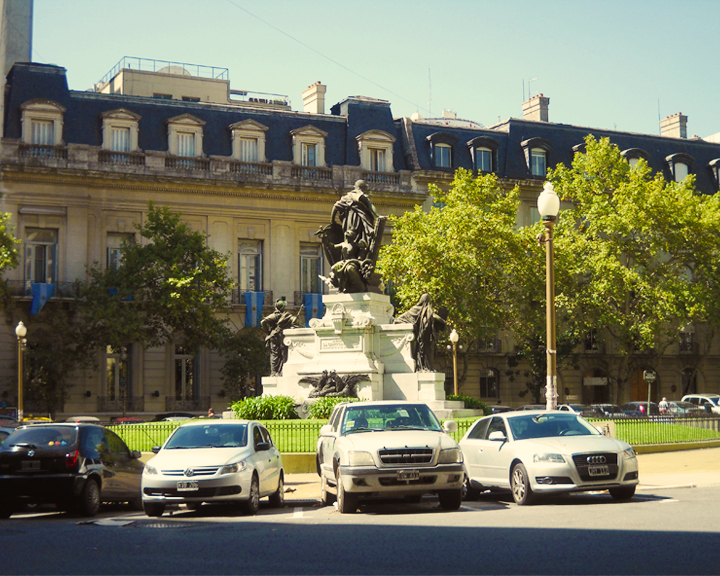
Actual sede del Jockey Club de Buenos Aires sobre la Plaza Carlos Pellegrini.

La película fue dirigida por Luis Bernardez. Se proyectó por primera vez en el 32 Festival Internacional de Cine de Mar del Plata 2017 donde obtuvo los premios no oficiales al Mejor Guion (ARGENTORES) y Mejor Montaje (SAE)
Según la película, Los Corroboradores existieron y aún estarían activos. La película cuenta con entrevistas al sociólogo Carlos Altamirano, el arqueólogo Daniel Schávelzon, el crítico cultural Rafael Cippolini, el arquitecto Fabio Grementieri y el historiador Gabriel DiMeglio.
Las empresas productoras son Pucará Cine, Mulata Films.